# تينا ستروبوس
تينا ستروبوس (اسم الولادة: تينيكي بوختر، 19 مايو 1920-فبراير 2012) كانت أخصائية علاج فيزيائي وطبيبة نفسية هولندية من أمستردام، اشتهرت بجهودها المقاومة خلال الحرب العالمية الثانية. عندما كانت طالبة طب شابة، عملت مع والدتها وجدتها لإنقاذ أكثر من 100 لاجئ يهودي كجزء من المقاومة الهولندية أثناء الاحتلال النازي لهولندا. قدمت ستروبوس منزلها كمخبأ لليهود الهاربين، باستخدام مقصورة علوية سرية ونظام جرس إنذار لإبقائهم في مأمن من غارات الشرطة المفاجئة. بالإضافة إلى ذلك، قامت ستروبوس بتهريب بنادق وأجهزة راديو للمقاومة وتزوير جوازات سفر لمساعدة اللاجئين على الهروب من البلاد. على الرغم من اعتقالها واستجوابها تسع مرات من قبل الغيستابو، لكنها لم تخن ولم تصرح عن مكان وجود أي يهودي.
بعد الحرب، أكملت ستروبوس شهادتها في الطب وأصبحت طبيبة نفسية. درست على يد آنا فرويد في إنجلترا. هاجرت ستروبوس لاحقًا إلى الولايات المتحدة لدراسة الطب النفسي في إطار منحة فولبرايت، واستقرت لاحقًا في نيويورك. تزوجت مرتين وأنجبت ثلاثة أطفال. جعلت ستروبوس من نفسها متخصصة كطبيبة نفسية عائلية، وحصلت على ميدالية إليزابيث بلاكويل في عام 1998 لعملها الطبي، وتقاعدت أخيرًا من الممارسة النشطة في عام 2009.
كرمت ستروبوس في عام 1989 بصفتها الصالحة بين الأمم من قبل ياد فاشيم لعملها الإنقاذي. في عام 2009، كرمت بفضل جهودها من قبل مركز تعليم الهولوكوست وحقوق الإنسان في مدينة نيويورك.

## حياتها المبكرة
ولدت تينا ستروبوس (تينيكي بوختر) في 19 مايو 1920 في أمستردام. كان والداها، ماري شوت وألفونس بوختر، اشتراكيين ملحدين ويتقنان أربع لغات. دعمت شوت حركة السلام النسائية. أسس جد ستروبوس لأمها حركة تفكير حر، وكانت جدتها لأمها جزءًا من الحركة العمالية في أواخر القرن التاسع عشر. كان للعائلة تاريخ في تقديم المأوى للمحتاجين: كان والدا ستروبوس قد استقبلوا في السابق لاجئين من نزاعات سابقة، بينما كانت جدة ستروبوس قد آوت لاجئين بلجيكيين خلال الحرب العالمية الأولى.
عندما كانت ستروبوس في العاشرة من عمرها، انفصل والداها. عاشت مع والدتها.
في سن السادسة عشرة، قررت ستروبوس أنها تريد أن تصبح طبيبة نفسية. في الجامعة، بدأت في دراسة الطب، لكن دراستها توقفت بعد غزو ألمانيا لهولندا في عام 1940.

## جهود المقاومة في الحرب العالمية الثانية
عندما غزا الألمان هولندا في مايو 1940، كانت ستروبوس تعيش مع والدتها وخادمتهما في أمستردام. كانت على وشك بلوغ العشرين. أُمر طلاب الجامعة بتوقيع قسم الولاء لهتلر، لكن ستروبوس وزملائها في الفصل رفضوا التوقيع. أغلقت كلية الطب في وقت لاحق، وانضمت ستروبوس والعديد من الطلاب الآخرين إلى الحركة السرية.

### بيت آمن ومقصورة سرية
بدأت ستروبوس عملها الإنقاذي بإخفاء صديقتها المقربة، فتاة يهودية تدعى تيرتساه فان أميرونجين. قرر صديق العائلة هنري بولاك - وهو كاتب اشتراكي وناشط عمالي - الاختباء، ووافقت جدة ستروبوس على مساعدته.
من خلال العمل مع والدتها وجدتها طوال الحرب، أنقذت ستروبوس أكثر من 100 لاجئ يهودي عن طريق إخفائهم أربعة أو خمسة في وقت واحد في منزل العائلة الداخلي في 282  في منطقة نيوفيزيدس فوربورغفال.  كان المنزل سابقًا مدرسة مدينة ويتألف من ثلاثة طوابق. بمجرد أن بدأت ستروبوس ووالدتها في إخفاء اللاجئين، وصل نجار من مترو الأنفاق الهولندي إلى منزلهم وقام ببناء مخبأ صغير في العلية. كانت المقصورة السرية موجودة داخل الجملون (القمة المسنمة). على الرغم من قيام الجستابو بمداهمة المنزل ثماني مرات، لكنهم لم يعثروا على هذه الحجرة السرية مطلقًا. كان لدى ستروبوس ووالدتها نظام جرس تحذير مثبت في المنزل، والذي استخدموه لتحذير اللاجئين في الطوابق العليا من زيارات الجستابو غير المتوقعة. إذا لم يكن لدى اليهود الوقت للاختباء في المقصورة السرية، فيمكنهم الهروب عبر النافذة إلى مبنى مجاور. كما تمت مساعدة الأسرة من قبل حليف مجهول في مقر الجستابو، والذي اتصل بهم أحيانًا للتحذير من غارة نازية وشيكة. لم يعرفوا أبدًا هوية هذا الحليف.
باعتبار أن بعض اليهود مكثوا في منازلهم لفترات طويلة، فإن ستروبوس ووالدتها استخدموا منزلهم في الغالب كمساحة آمنة مؤقتة، لإيواء اليهود لفترة قصيرة حتى يمكن نقلهم إلى ملجأ أكثر أمانًا. هرب بعض اللاجئين إلى إسبانيا أو سويسرا أو الريف الهولندي. غالبًا ما كانت ستروبوس ووالدتها تزور الأشخاص الذين رتبوا أماكن للاختباء لهم، وتركبا الدراجات أميالًا في الريف لتزويد اللاجئين المعزولين بالأخبار والمحادثات المهمة. من بين اللاجئين الذين ساعدتهم ستروبوس الرسام الانطباعي مارتن مونكيندام، الذي رسم صورتها وقدمها لها. احتفظت باللوحة حتى سن الشيخوخة.
كان مقر إقامة ستروبوس على بعد 10 دقائق فقط سيرًا على الأقدام من مكان اختباء آن فرانك في 263 برينسنغراخت، أمستردام. على الرغم من أن ستروبوس لم تقابل عائلة فرانك أبدًا، فقد أعربت لاحقًا عن استيائها من حقيقة أن عائلة فرانك لم يكن لديهم طريق هروب مبني في ملجأهم: لو علمت أنهم كانوا هناك، كنت سأخرجهم من البلاد.